# Addu (Maldives)
Pour les articles homonymes, voir Addu.
Cette page contient des caractères et des mots thâna comme ހ ou ފ. En cas de problème, consultez l’article Maldivien ou testez votre navigateur.
Addu, en maldivien އައްޑުއަތޮޅު, est un atoll des Maldives. Ses 28 707 habitants se répartissent sur 6 des 23 îles qui le composent. Les terres émergées représentent 15 km2 sur les 157,22 km2 de superficie totale de l'atoll, lagon inclus. Il est l'atoll le plus méridional des Maldives et le seul du pays avec l'île de Fuvammulah à se trouver dans l'hémisphère sud.

## Histoire
Depuis octobre 2020, l'atoll constitue une réserve mondiale de biosphère reconnue par l'UNESCO.
En 2023-2024, l'atoll est l'objet d'un important programme de remblaiement.

## Administration
Addu constitue une subdivision des Maldives sous le nom de Seenu. Sa capitale est Hithadhoo.

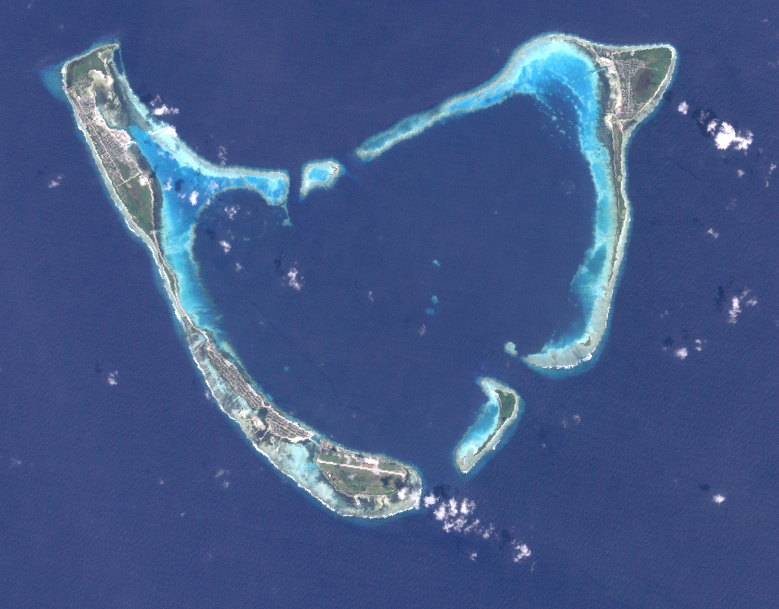
Image satellite d'Addu.